# Rémi Jouancoux
Rémi Charles Anatole Jouancoux est un homme politique français né le 21 mars 1856 à Cachy (Somme) et décédé le 19 juin 1916 à Paris.

## Biographie
Anatole Jouancoux était le fils d'un négociant en vin et prit la succession de son père à la tête de l'entreprise. Elu d'abord conseiller municipal, il devint, en 1884, maire de Cachy. L'année suivante, il fut élu conseiller de l'arrondissement d'Amiens.
Il fut élu député de la Somme lors d'une élection partielle, le 19 janvier 1908, dans la 2e circonscription d'Amiens. Il fut élu au premier tour. En 1910, aux élections générales, il est à nouveau élu député au premier tour.
Lors de la campagne électorale de 1914 il s'opposa avec force contre la loi portent le service militaire à 3 ans. Il fut réélu mais cette fois au second tour. 
Siégeant dans le groupe des radicaux, il fut membre des commissions de l'armée, des boissons et des pensions civiles, il fit divers rapports sur des pétitions mais n'intervint jamais à la tribune. Son activité législative fut très réduite. Il mourut en cours de mandat.
Il était chevalier de la Légion d'honneur.